# Mersin (tỉnh)
Mersin là một tỉnh ở phía nam Thổ Nhĩ Kỳ, bên bờ Địa Trung Hải, giữa Antalya và Adana. Tỉnh lỵ là thành phố Mersin, các đô thị khác là Tarsus, nơi sinh của Sứ đồ Phaolô.
Tên cũ tỉnh này là İçel. Năm 2002, tỉnh được đổi tên thành Mersin để phù hợp với tên tỉnh lỵ này như các tỉnh khác, ngoại trừ 3 tỉnh. Biển số xe tỉnh này là 33.
87% diện tích tỉnh này là núi với độ cao nhất ở dãy núi Taurus có đỉnh là Medetsiz (3.584 m) ở rặng Bolkar, và có một số đèo quan trọng qua miền trung Anatolia. Dải ven biển có nhiều khu đất bằng phẳng do sông chảy từ núi xuống tạo nên. Những khu vực này màu mỡ. Sông lớn nhất tỉnh này là sông Göksu. Mersin có 321 km bờ biển, phần lớn là bãi cát. Khí hậu tỉnh này đặc trưng Địa Trung Hải.
Khoảng 50% dân số tỉnh này trẻ hơn 24 tuổi, 68% sinh ra tại Mersin. Tỷ lệ biết đọc biết viết là 89%. Khoảng 43% nam giới và 27% nữ giới tốt nghiệp trung học. Mật độ dân số 117 người/ki-lô-mét vuông.